# Bail vert
Le « bail vert » est le nom donné à une annexe environnementale imposée par l'article 8 de la loi Grenelle II sur les baux commerciaux conclus ou renouvelés à compter du 1er janvier 2012 (locaux de plus de 2 000 mètres carrés de bureaux ou de commerces).
Selon cette annexe, le locataire et le propriétaire devront se communiquer mutuellement toutes informations utiles relatives aux consommations énergétiques des locaux loués. Le locataire permettra au propriétaire d'accéder aux locaux loués pour la réalisation de travaux d'amélioration de la performance énergétique.
Cette annexe environnementale pourra prévoir les obligations qui s'imposeront aux locataires pour limiter la consommation énergétique des locaux concernés.
Les baux en cours eux-mêmes sont concernés : ils devront intégrer la partie « bail vert » trois ans après l'entrée en vigueur de la loi Grenelle II (promulguée le 12 juillet 2010), soit le 13 juillet 2013.
Le décret d'application est annoncé pour le 1er trimestre 2011.
Le « bail vert » fait partie de la palette d'actions visant à augmenter de 20 % l'efficacité énergétique des bâtiments à l'horizon 2020 par rapport à fin 2006.